# Progress D-18T
Progress D-18T (nebo Lotarjov D-18T) je tříhřídelový dvouproudový motor s velkým obtokovým poměrem o tahu 229 kN, který pohání velké nákladní letouny Antonov An-124 a An-225.
Motor byl vyvinut na začátku 80. let v sovětské konstrukční kanceláři Lotarev-Ivčenko. Výroba probíhala v továrně Motor Sič v Záporoží na Ukrajině. Šlo o první motor v SSSR, který poskytoval tah větší než ~196 kN či ~44 000 lbf.
První start motoru se uskutečnil 19. září 1980, první letadlo An-124 s ním vzlétlo 24. prosince 1982 a oficiálními zkouškami motor prošel 19. prosince 1985.

## Specifikace (D-18T)

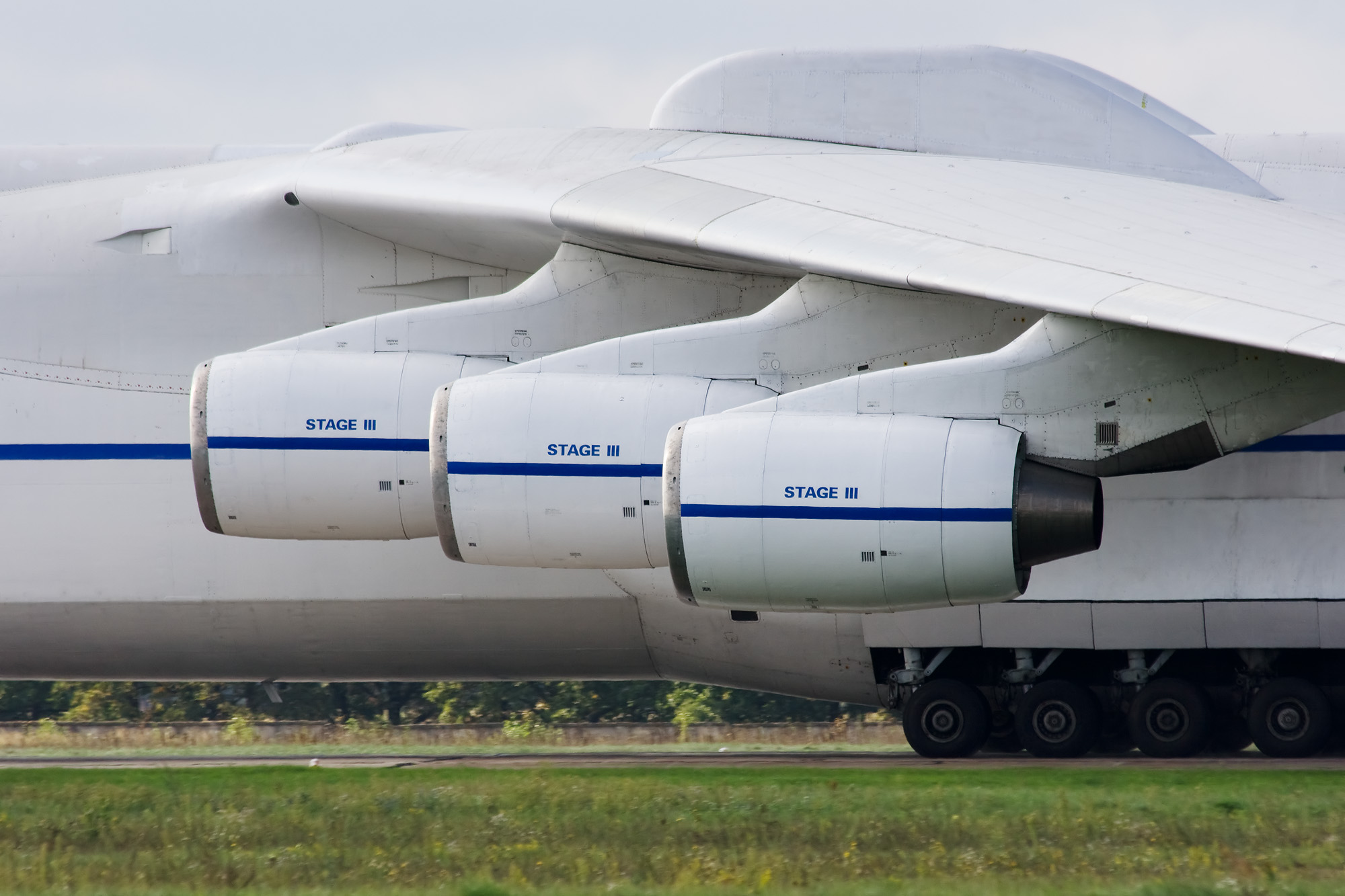
Tři motory D-18T na letounu Antonov An-225 Mrija

### Technické údaje
- Typ: tříhřídelový dvouproudový motor s vysokým obtokovým poměrem
- Délka: 5,4 m
- Šířka: 2,93 m
- Výška: 2,79 m
- Průměr dmychadla: 2,33 m
- Hmotnost: 4 100 kg

### Součásti motoru
- Kompresor: sedmistupňový nízkotlaký kompresor a sedmistupňový vysokotlaký axiální kompresor
- Spalovací komora: prstencová
- Turbína: jednostupňová vysokotlaká turbína, jednostupňová středotlaká turbína a čtyřstupňová nízkotlaká turbína

### Výkony
- Maximální tah: 229,85 kN (51 670 lbf)
- Celkový kompresní poměr:  27,5
- Obtokový poměr: 5,7
- Teplota plynů před turbínou: 1 327 °C
- Poměr tah/hmotnost: cca 5,7:1

### Podobné motory
- General Electric CF6
- General Electric GE90
- Pratt & Whitney PW4000
- Rolls-Royce RB211-524
- Rolls-Royce Trent 500